# See You on the Other Side
See You on the Other Side är bandet Korns sjunde studioalbum, utgivet den 6 december 2005. Det var deras första album utan gitarristen Brian Welch och deras sista med trummisen David Silveria.

## Låtlista
1. "Twisted transistor" - 4:12
2. "Politics" - 3:17
3. "Hypocrites" - 3:50
4. "Souvenir" - 3:50
5. "10 or a 2-Way" - 4:42
6. "Throw Me Away" - 4:41
7. "Love Song" - 4:19
8. "Open Up" - 6:15
9. "Coming Undone" - 3:20
10. "Getting Off" - 3:25
11. "Liar" - 4:15
12. "For No One" - 3:37
13. "Seen It All" - 6:19
14. "Tearjerker" - 5:05

### Bonusskiva
1. "It's Me Again"
2. "Eaten Up Inside"
3. "Last Legal Drug (Le Petit Mort)"
4. "Twisted Transistor" (The Dante Ross mix)
5. "Twisted Transistor" (Dummies Club mix)
6. "Twisted Transistor" (Live in Moscow - Video)
7. "Hypocrites" (Live in Moscow - Video)